# Liza van der Most
Liza van der Most (Bogota, 8 oktober 1993) is een voormalig Nederlands voetbalster die doorgaans als verdedigster speelde. In april 2014 maakte ze ook haar debuut in de selectie van het Nederlands vrouwenvoetbalelftal.

## Clubcarrière
Als jeugdspeler speelde Van der Most voor vv Papendrecht. Op elfjarige leeftijd ging ze naar SteDoCo, waar ze speelde in het academieteam. In 2011 werd ze opgenomen in het KNVB Talent Team. Op 18 mei 2012 kwam ze naar Ajax. Van der Most won met Ajax in het seizoen 2016/17 de landstitel. De afsluitende competitiewedstrijd tegen PSV (0–2 overwinning) was de honderdste competitiewedstrijd voor Van der Most. In de zomer van 2018 tekende ze voor een jaar bij bij Ajax. Op 19 maart 2019 valt ze als wisselspeler in in de uitwedstrijd tegen ADO Den Haag in de Eredivisie, waarmee Van der Most haar 167e wedstrijd voor de Ajax Vrouwen speelt, en daarmee het oude record van Desiree van Lunteren verbrak. Vanaf het seizoen 23/24 speelde ze voor FC Utrecht. Door blessureleed kwam ze in het seizoen 2024/25 tot slechts twee optredens voor FC Utrecht. Op 27 mei 2025 maakte Van der Most bekend een einde aan haar profcarrière te hebben gemaakt.

## Interlandcarrière
Van der Most maakte haar debuut in het Nederlands elftal in een vriendschappelijke interland op 20 augustus 2014 tegen Brazilië (0–0). In september speelde ze ook nog mee in een WK-kwalificatiewedstrijd; vervolgens werd Van der Most meer dan twee jaar niet opgeroepen voor het nationaal elftal, tot ze in maart 2017 met Nederland weer deelnam aan de Algarve Cup. In juli 2017 behoorde Van der Most tot de selectie voor het Europees kampioenschap voetbal in eigen land.

## Statistieken
| Seizoen | Club       | Land      | Competitie          | Wedstrijden | Doelpunten |
| ------- | ---------- | --------- | ------------------- | ----------- | ---------- |
| 2012/13 | Ajax       | Nederland | Women's BeNe League | 27          | 0          |
| 2013/14 | Ajax       | Nederland | Women's BeNe League | 22          | 0          |
| 2014/15 | Ajax       | Nederland | Women's BeNe League | 24          | 0          |
| 2015/16 | Ajax       | Nederland | Eredivisie          | 17          | 0          |
| 2016/17 | Ajax       | Nederland | Eredivisie          | 8           | 1          |
| 2017/18 | Ajax       | Nederland | Eredivisie          | 21          | 1          |
| 2018/19 | Ajax       | Nederland | Eredivisie          | 22          | 0          |
| 2019/20 | Ajax       | Nederland | Eredivisie          | 8           | 0          |
| 2020/21 | Ajax       | Nederland | Eredivisie          | 2           | 0          |
| 2021/22 | Ajax       | Nederland | Eredivisie          | 9           | 0          |
| 2022/23 | Ajax       | Nederland | Eredivisie          | 2           | 0          |
| 2023/24 | FC Utrecht | 12        | Eredivisie          | 0           |            |
| 2024/25 | FC Utrecht | 2         | Eredivisie          | 0           |            |

Laatste update 27 mei 2025

## Privé
Van der Most werd in Colombia geboren en werd door een Papendrechts gezin geadopteerd toen ze zeven maanden oud was.